# Acalypha ecuadorica
Acalypha ecuadorica là một loài thực vật thuộc họ Euphorbiaceae. Nó là loài đặc hữu của Ecuador. Môi trường sống tự nhiên của nó là các khu rừng khô nhiệt đới hoặc cận nhiệt đới.